# Renato de Lima
Renato Augusto de Lima (Ouro Preto, 1893 - Belo Horizonte, 1978) foi um pintor, escritor e delegado de polícia brasileiro. Atuou sobretudo em Belo Horizonte, entre as décadas de 1930 e 1970, tendo participado de alguns de seus principais eventos artísticos, como as Exposições Gerais de Belas Artes da Sociedade Mineira de Belas Artes, e o Salão do Bar Brasil, em 1936. Tornou-se conhecido por suas pinturas e aquarelas voltadas às paisagens e aos aspectos históricos, principalmente, de Minas Gerais. Seu principal motivo foi sua cidade natal, Ouro Preto, ao qual o artista dedicou a maior parte de sua obra pictórica.  

## Formação
Filho do político e poeta Antônio Augusto de Lima e de Vera Monteiro de Barros de Suckow, Renato de Lima nasceu em Ouro Preto, ao final do século XIX. Aos sete anos de idade, mudou-se para a recém-inaugurada Belo Horizonte para estudar no Ginásio Mineiro e, em 1910, realizou uma exposição de caricaturas no frequentado Café e Confeitaria High-Life, que se localizava na Rua da Bahia. Em 1915, tornou-se bacharel pela Faculdade de Ciências Jurídicas e Sociais do Rio de Janeiro. No ano de 1931, é nomeado delegado de polícia do segundo distrito de Belo Horizonte pelo então Presidente do Estado, Olegário Maciel, cargo que exerceu até 1957, quando se aposentou.  

## Carreira artística
Em 1933, Renato de Lima, aos quarenta anos de idade, participou da IX Exposição Geral de Belas Artes de Belo Horizonte, angariando considerável prestígio por parte da imprensa local em razão de seus quadros que retratavam diferentes aspectos da cidade de Ouro Preto. A partir de então, o pintor passaria a realizar exposições individuais em alguns dos espaços mais prestigiados da cidade, como o antigo Teatro Municipal e o Grande Hotel Internacional, além de se tornar uma figura recorrente em alguns de seus principais eventos artísticos, como as Exposições Gerais de Belas Artes organizadas pela Sociedade Mineira de Belas Artes, fundada pelo pintor fluminense Aníbal Mattos, os Salões Municipais de Belas Artes de Belo Horizonte, organizados pela prefeitura, e a Exposição de Arte Moderna, o Salão do Bar Brasil, em 1936. 
Renato de Lima se consolidou, no período de sua atuação, como um pintor intérprete do passado e da história de seu estado natal, por conta de seus quadros cujos motivos apelavam diretamente à memória coletiva da população: igrejas, chafarizes coloniais, casarios antigos e outros monumentos históricos. Além disso, sua pintura foi ocasionalmente associada ao Impressionismo: para Luís Augusto de Lima, neto do pintor, "Renato sempre se considerou e é um considerado um impressionista". A partir da década de 1960, o artista foi referenciado, também, como um pintor acadêmico.  
Renato de Lima travou um diálogo significativo com alguns artistas atuantes na Belo Horizonte de seu tempo, como Aníbal Mattos, Délio Delpino, Fernando Pieruccetti, Francisco Fernandes, Genesco Murta, Jeanne Louise Milde e Nazareno Altavilla.  

## Crítica
Renato de Lima é também dos que amam a venerável cidade dos capitães-generais; vota-lhe um amor que aspira a compreendê-la, para melhor a possuir. Pintando-a, faz ato de posse, integra-se materialmente nela, incorpora-a sensualmente ao seu ser, extravasa em forma plástica o lirismo que lhe inspira a paisagem. Suas pequenas telas indicam um temperamento singularmente apto para sentir e captar os aspectos físicos, os pitorescos contornos, a luz e a cor da velha cidade, e capaz de nos dar, principalmente, a ambiência particular, a atmosfera envolvente, o halo poético, sugeridor, da fisionomia ouro-pretana. (FRIEIRO, Eduardo. Renato de Lima, pintor de Ouro-Preto. Minas Gerais. Belo Horizonte, 24 jun. 1933, p. 7)    
Há 30 anos Renato de Lima pinta Ouro Preto. Ele é autenticamente o pintor de Ouro Preto, porque vê Ouro Preto não com o talento agudo do pintor turista e curioso ou de embeiçado, à primeira vista, pelos encantos da cidade vetusta em que o homem e natureza encontraram em combinação produzindo paisagens. Renato de Lima é filho de Ouro Preto e pinta Vila Rica com interpretadora emoção filial, porque cada palmo tem uma história que ele conhece e ternamente evoca. Os seus pincéis historiografam tanto Ouro Preto como outras partes de Minas e do país, tornando suas telas valiosos documentários, porque Renato de Lima nelas consocia a emoção do artista e do devoto às nossas tradições. (ANDRADE, Moacyr. Renato de Lima, pintor de Ouro Preto. Revista de História e Arte. Belo Horizonte, out-dez. 1963, p. 21.)
É a natureza em todas as suas formas e situações, mais uma vez marcando ponto na sua representação artística e valorizada, saida da palheta sincera de Renato de Lima. (TRISTÃO, Mari'Stella. Renato de Lima: a arte de pintar e de viver. Estado de Minas. Belo Horizonte, 25 jun. 1975, p. 2.)
Renato de Lima é outro artista que seduz pelo brilhantismo de sua cor e da maneira como aborda a paisagem das cidades coloniais ou pequenos detalhes do mundo em-volta, que se dignificam pela forma sensível e luminosa tranquilidade de que se revestem. (SAMPAIO, Márcio. A Paisagem Mineira. Belo Horizonte: Coordenadoria de Cultura; Fundação Palácio das Artes; Sociedade Amigas da Cultura, 1977.)

## Legado
Renato de Lima possui obras nos acervos públicos do Arquivo Público Mineiro, do Museu Histórico Abílio Barreto e do Museu Mineiro, todos localizados em Belo Horizonte. Foi pai do também artista Celso Renato de Lima. É citado nominalmente no livro Balão Cativo de autoria do escritor Pedro Nava. 

## Obras

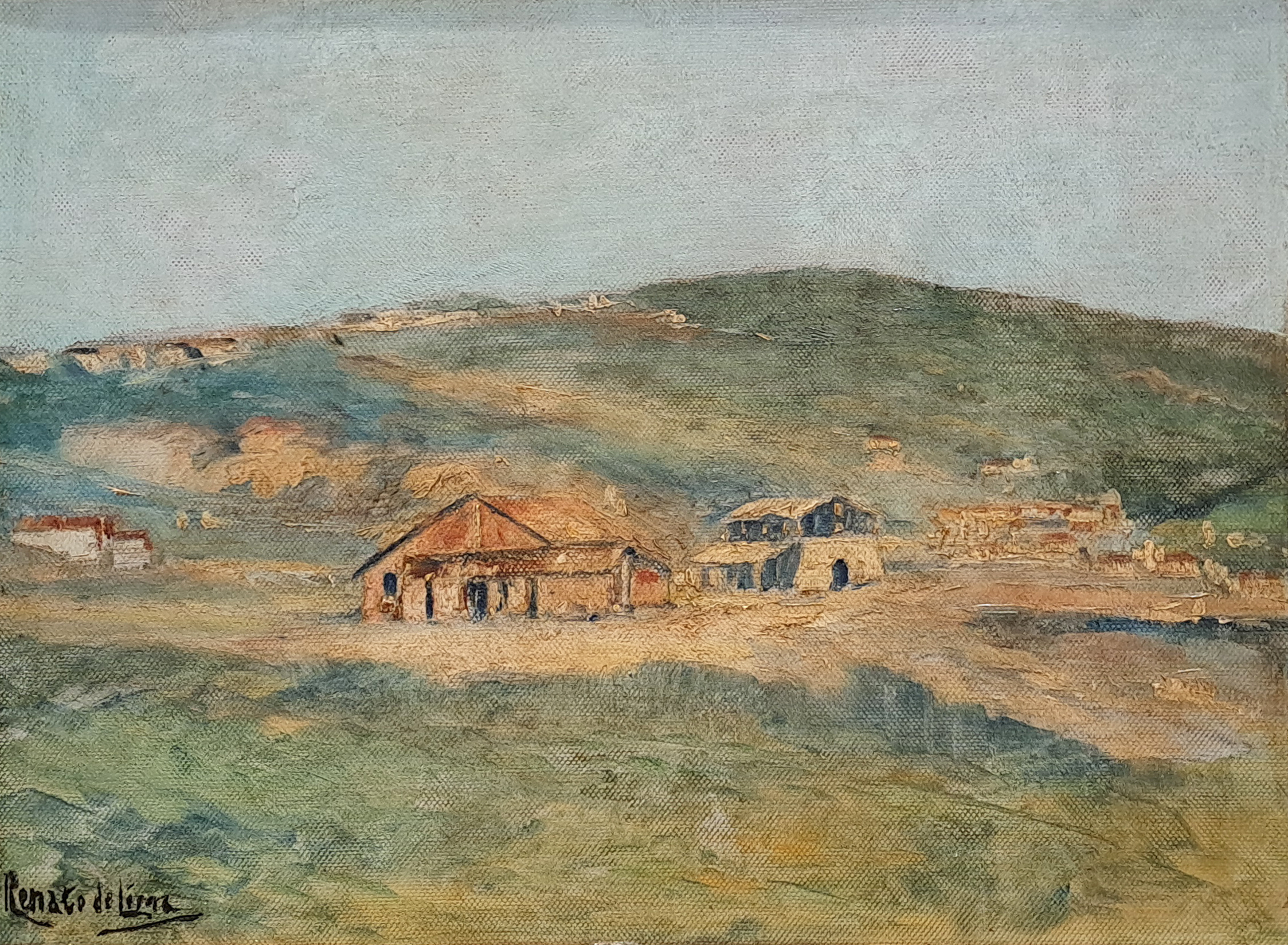
Olaria Antonini.    Data desconhecida. Acervo do Museu Histórico Abílio Barreto / Fundação Municipal de Cultura.
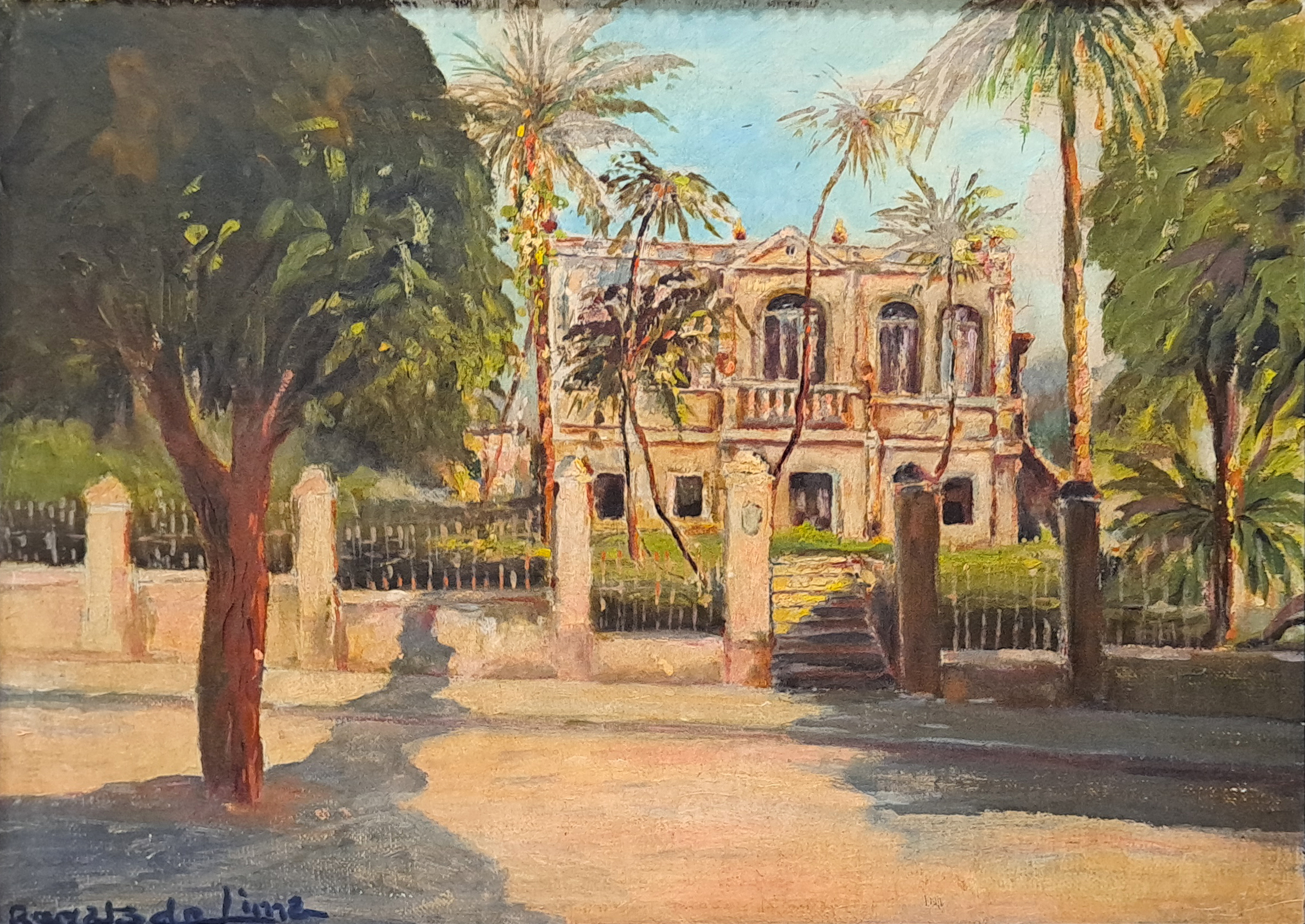
Prefeitura Velha.   Data desconhecida. Acervo do Museu Histórico Abílio Barreto / Fundação Municipal de Cultura.

## Exposições

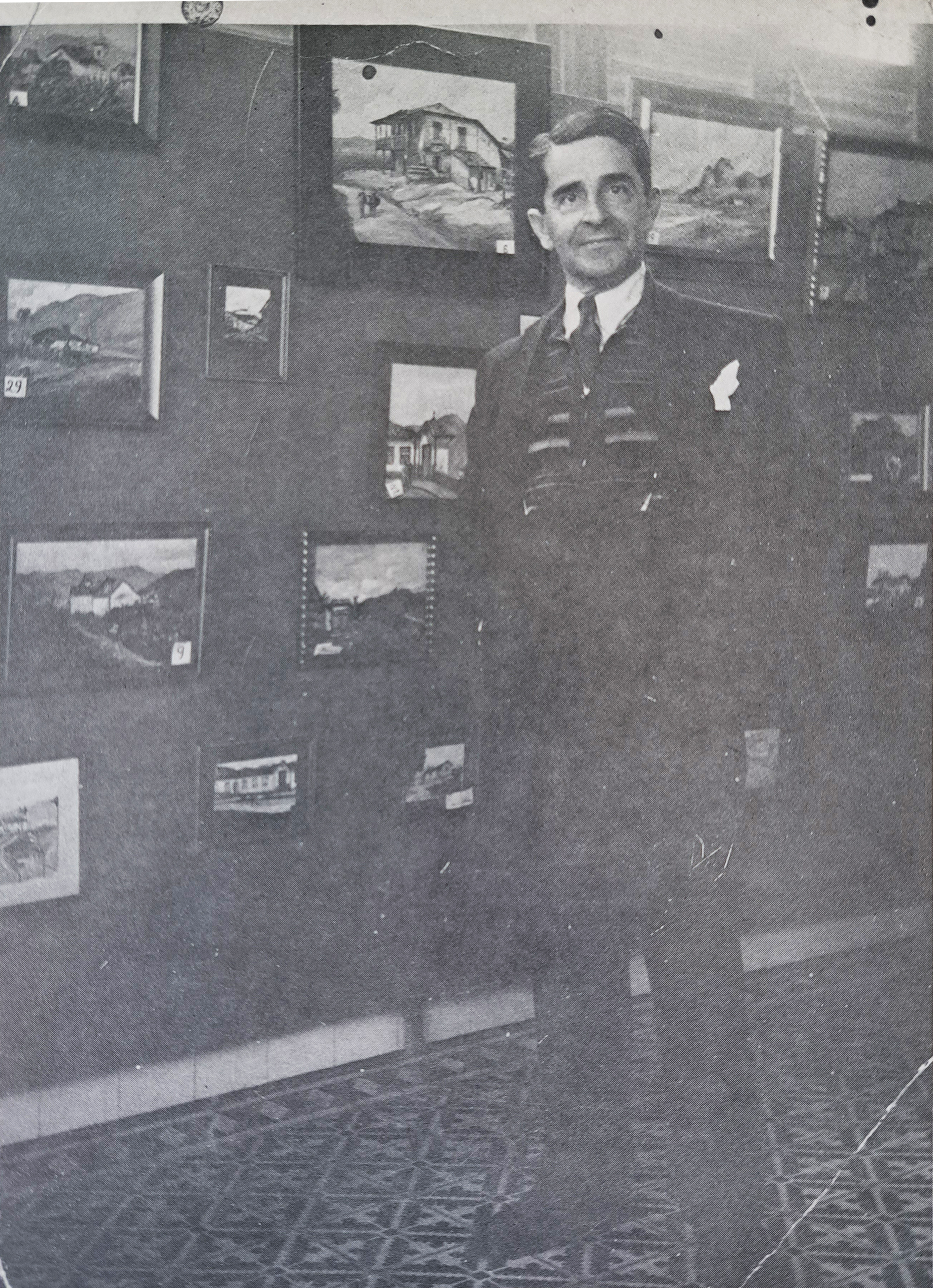
Renato de Lima em exposição no Grande Hotel de Belo Horizonte, 1941.

### Exposições Individuais
- 1910: Café e Confeitaria High-Life. Belo Horizonte, Minas Gerais.
- 1934: Teatro Municipal. Belo Horizonte, Minas Gerais.
- 1935: Teatro Muncipal. Belo Horizonte, Minas Gerais.
- 1937: Teatro Municipal. Belo Horizonte, Minas Gerais.
- 1941: Grande Hotel. Belo Horizonte, Minas Gerais.
- 1945: Grande Hotel. Belo Horizonte, Minas Gerais.
- 1947: Museu Nacional de Belas Artes. Rio de Janeiro, Rio de Janeiro.
- 1948: Grande Hotel. Belo Horizonte, Minas Gerais.
- 1952: Grande Hotel. Belo Horizonte, Minas Gerais.
- 1959: Galeria Damiani. Belo Horizonte, Minas Gerais.
- 1962: Livraria Itatiaia. Belo Horizonte, Minas Gerais.
- 1963: Automóvel Clube. Belo Horizonte, Minas Gerais.
- 1968: Galeria Itatiaia. Belo Horizonte, Minas Gerais.
- 1972: Galeria AMI. Belo Horizonte, Minas Gerais.
- 1975: Hotel del Rey. Belo Horizonte, Minas Gerais.
- 1977: Museu do Aleijadinho. Ouro Preto, Minas Gerais.

### Exposições Coletivas
- 1933: IX Exposição Geral de Belas Artes. Teatro Municipal. Belo Horizonte, Minas Gerais.
- 1934: X Exposição Geral de Belas Artes. Teatro Municipal. Belo Horizonte, Minas Gerais.
- 1936: Salão do Bar Brasil. Cine Brasil. Belo Horizonte, Minas Gerais.
- 1936: Salão de 1936. Rio de Janeiro, Rio de Janeiro.
- 1937: I Salão de Belas Artes. Teatro Municipal. Belo Horizonte, Minas Gerais.
- 1938: II Salão de Belas Artes. Edifício Guimarães. Belo Horizonte, Minas Gerais.
- 1939: III Salão de Belas Artes.
- 1943: IV Salão de Belas Artes. Edifício Mariana. Belo Horizonte, Minas Gerais.
- 1944: V Salão de Belas Artes. Edifício Mariana. Belo Horizonte, Minas Gerais.
- 1944: XXIV Exposição Geral de Belas Artes. Edifício Mariana. Belo Horizonte, Minas Gerais.
- 1945: VI Salão de Belas Artes.
- 1970: O Processo Evolutivo da Arte em Minas. Palácio das Artes. Belo Horizonte, Minas Gerais.
- 1971: Pinacoteca Municipal de Viçosa. Viçosa, Minas Gerais.
- 1977: A Paisagem Mineira. Palácio das Artes. Belo Horizonte, Minas Gerais.

## Livros publicados
- Memórias de um Delegado (de Polícia), 1972. Imprensa Oficial de Belo Horizonte.